# 总统警护处
总统警护处（：／ Daetongnyeong gyeongho-cho）是韓國一個專門负责韩国总统、韩国国务总理及其办公室、住所和家属以及来访国家元首安全的独立机构。

## 历史
韩国总统警护处的前身「總統警護室」成立于1963年，2008年改制為「總統室警護處」，2013年改制為總統警護室，2017年改制為总统警护处。
1981年，韩国总统警护处職權擴大，韩国前总统及其家人也受到韩国总统警护处的保護。
韩国总统警护处总部原本在青瓦台附近。 2022年5月，随着尹錫悅將自己的总统办公室迁至国防部大楼，韩国总统警护处也一同搬遷。 
2025年1月，公調處試圖逮捕韓國總統尹錫悅，但是一度遭到韩国总统警护处的阻撓，並引發雙方對峙。